# محمد الرواس
 محمد الروّاس  رسام ومصمم مطبوعات لبناني ولد عام 1951 في بيروت في لبنان. درس الرواس الآداب في الجامعة الأمريكية في بيروت، وانتقل بعدها إلى لندن لدراسة تصميم المطبوعات في جامعة سلاد للفنون الجميلة. يعيش ويعمل الرواس الآن في بيروت، ويعمل محاضر في الجامعة اللبنانية والجامعة الأمريكية في بيروت.

## الحياة والعمل
بدأ الرواس مسيرته الفنية مع اندلاع الحرب الأهلية اللبنانية. حيث غادر البلاد إلى دمشق ثم إلى المغرب قبل أن يعود إلى لبنان، ثم غادر مرة أخرى لمتابعة دراسته في لندن. خلال أواخر السبعينيات وأوائل الثمانينيات من القرن الماضي، أنتج مجموعة من المطبوعات المتعلقة بالحرب والعنف بشكل عام، وعرضت هذه الأعمال في العديد من المعارض، ومنها معرض «الطريق إلى السلام» برعاية صالح بركات في  مركز بيروت للفنون.
في الثمانينيات والتسعينيات من القرن الماضي، طور الرواس ممارسته للرسم على خشب البلسا والألمنيوم والخيوط المطرزة بدقة على القماش. تستخدم أعماله الفنية المعقدة على نطاق واسع إشارة إلى الثقافة الشعبية (المانجا والكوميديا) واللوحات الرئيسية القديمة مثل: لاس مينيناس  لدييغو فيلاثكيث. في عام 2013، تخلى الرواس عن الرسم للعمل على إنشاء سلسلة من الأعمال ثلاثية الأبعاد باستخدام مواد وتقنيات متعددة. وفي آخر مرحلة فنية له، عاد إلى اللوحات ثنائية الأبعاد.
في بينالي الإسكندرية عام 2007، أنتج رواس عمل بعنوان: اجلس من فضلك. كان هذا العمل الفني عبارة عن جهاز متعدد الوسائط مستوحى من اقتباس للشاعر أبو نواس في القرن الثامن والمتعلق بالحب والرغبة في المجتمعات العربية.
الواقعية السحرية هي أفضل ما يصف أعمال الرواس المعقدة. كل واحد من أعماله عبارة عن مجموعة متعددة الطبقات من الأشياء والتقنيات والأفكار والمراجع. فالرواس يستعير ويعدل ويغير وينسخ ويلصق ويعيد قراءة وفك تفسيرات الأشياء والمفاهيم التي يجدها في تاريخ الفن من النهضة الإيطالية إلى الفن المعاصر من خلال الأزياء الراقية والكوميديا والهندسة المعمارية والتصوير الفوتوغرافي.

## المزادات العلنية
في شهر تشرين الثاني من العام 2008، تم عرض لوحة من عام 1974 بعنوان «سوق الفرنج، باب إدريس (سوق الخضار في بيروت)» بمبلغ 40000 - 60000 دولار وتم بيعها مقابل 56250 دولار. وتم عرض العمل الإعلامي المختلط "One Flew Over The Cuckoo's Nest" في شهر نيسان عام2011 مقابل 25000 دولار - 30000 دولار، وبيع بمبلغ 42500 دولار. في وقت لاحق من ذلك العام، حقق"A La Recherche Du Temps Perdu " مبلغ 25000 دولار بعد عرضه بمبلغ 25000-35000 دولار.

## الجوائز
- جائزة بينالي الإسكندرية الرابع والعشرين لدول البحر المتوسط. الإسكندرية، مصر.
- شهادة تقدير في ترينالي النرويجي الدولي التاسع، فردريكشتاد، النرويج، 1989.

- جائزة الشرف من بينالي كابو فريو الدولي للطباعة، البرازيل، 1985.

- الجائزة الثالثة في معرض الفن العربي المعاصر الأول، مركز الفنون فيفان دو لا تونس، تونس،1984.

- شهادة تقدير من بينالي العالم الثالث لفن الجرافيك، المركز الثقافي العراقي، لندن، 1980.

## المنشورات
- Maker of Realities (with Antoine Boulad, 2011)

- The Art of Rawas, (Saqi Books, 2004)

- M. El Rawas (Antoine Boulad, Platform Gallery, 1991)

## المعارض

### المعارض الفردية
- معرض أجيال للفنون، بيروت، 2016

- ارت سوا غاليري، دبي، 2010

- عايدة شرفان للفنون الجميلة، بيروت، 2007

- معرض جانين ربيز، بيروت، 2004

- معرض جنين ربيز، بيروت، 2000

- معرض جنين ربيز، بيروت، 1997

- معرض جنين ربيز، بيروت، 1995

- معرض Platform للفنون، بيروت، 1991

- معرض الكوفة، لندن، 1990

- معرض Rencontre للفنون، بيروت، 1979

### المعارض الجماعية
- Art from Lebanon, Beirut Exhibition Center, 2012 [10]

- Q Calling the Shots, vol 3. The Digital Age, Q Contemporary, Beirut, 2011

- Rebirth, Lebanon 21st Century Contemporary Art, Beirut Exhibition Art Center, Beirut, 2011

- Convergence, New Art from Lebanon, The American University Museum, Katzen Arts Center, Washington DC, 2010

- The Road to Peace, Painting in times of war. 1975-1991 Beirut Art Center, Beirut, 2009

- Virtuellement réel: Reflection, in contemporary painting and photography. Alice Mogabgab Gallery, Beirut, 2009

- The Responsive Hand, Drawings 1, Maqam Gallery, Beirut, 2009

- 24th Alexandria Biennale of the Mediterranean Countries. Alexandria, 2007

- Word into Art, Artists of the Modern Middle East. The British Museum, London, 2006

- First Beijing International Art Biennale, 2003
- Tokyo Mini Print Biennale, 2002

- Ninth International Graphic Artists, Trondheim Art Center, Trondheim, 1998

- Eighth Asian Art Biennale, Dacca, 1997

- Kraków International Print Triennale, 1997

- Contemporary Lebanese Artists, Sharjah Art Museum, 1996

- Eighteenth Alexandria Biennale, 1993

- First International Print Biennale, Maastricht, 1993

- Liban, Le Regard des Peintres, Institut du Monde Arabe, Paris, 1989

- Lebanon, The Artist's View, Concourse Gallery, Barbican Center, 1989

- Ninth Norwegian International Print Triennale, Fredrikstad, Norway, 1989

- Presence de la Gravure, Centre d'Art Vivant de la Ville de Tunis, 1988

- Contemporary Lebanese Artists, Kufa Gallery, London, 1988

- Contemporary Arab Art, The Mall Galleries, London, 1986

- Cabo Frio International Print Biennale, Brazil, 1985

- Slade Folio Show, Greenwich Theatre Art Gallery, London, 1981

## روابط خارجية
- محمد الرواس على موقع أرشيف الشارخ.
- Website of Mohammad Rawas
- Mohammad Rawas at Galerie Janine Rubeiz